# Gabriel Donoso
Gabriel Donoso Rosselot (Santiago de Chile, 28 de junio de 1960-Buenos Aires, Argentina, 10 de noviembre de 2006) fue un destacado polista chileno, y es considerado el mejor representante en ese deporte de Chile de todos los tiempos gracias a su handicap 9.

## Biografía

### Carrera como polista
Desde niño estuvo interesado en los caballos, destacando en la equitación en la cual fue campeón nacional de salto a los 12 años. Pero luego comenzó a jugar polo, lo que terminó siendo su máxima pasión. Incluso se llegaba a escapar del colegio para ir a entrenar. En 1988 logró 9 goles de handicap, el más alto conseguido por un polista chileno por lo que se transformó en el mejor polista chileno de la historia. En 1993 integró el equipo vencedor de la Copa de Oro de Inglaterra. En 1994 llegó a semifinales del Campeonato Argentino Abierto de Polo que es el campeonato de polo más importante del mundo a nivel de clubes. Lideró la selección chilena que en julio de 2004 superó 10-8 a Inglaterra por la Copa Coronación. Elegido mejor jugador del certamen, Donoso recibió el trofeo de manos de la reina Isabel II. El año 2000 se fracturó la columna tras caer de su caballo.

### Incursión en el rodeo
En los últimos años de su carrera se interesó en el rodeo chileno, en el cual le fue muy bien desde el comienzo gracias a que era un muy buen jinete. El año 2004 clasificó al Campeonato Nacional de Rodeo, máximo logro que alcanzó en el deporte nacional de Chile. La idea que tenía Gabriel Donoso antes de su trágica muerte era retirarse del polo en unos años más, irse a vivir al campo y a priorizar el rodeo.

### Su trágica muerte
En noviembre de 2006 durante un entrenamiento, cayó fuertemente de su caballo, quedando con muerte cerebral. Después de 4 días internado falleció en la mañana del 10 de noviembre en la ciudad de Buenos Aires. El parte oficial, difundido el mismo día de su deceso, y que fuera firmado por el director del centro médico, Christian van Gelderen, señaló: 
"El Sr. Gabriel Donoso Rosselot, quien fuera internado con diagnóstico de politraumatismo, ha fallecido a las 05:45 horas del día de la fecha, como consecuencia de lesiones que sufriera de extrema gravedad".
Sus restos fueron repatriados a Chile, y fue despedido en una ceremonia religiosa en la comuna de Vitacura.

### Homenajes
Cada año el Hipódromo Chile realiza una carrera clásica en su honor.